# جان رانچ
جان رانچ (انگلیسی: John Ranch؛ زادهٔ ۱۶ نوامبر ۱۹۴۰) قایقران روئینگ اهل استرالیا بود.
وی در مسابقات کشوری و بین‌المللی در مجموع برندهٔ ۱ مدال نقره شده‌است.